# Aranyel
Aranyel (en castellà i oficialment, Arañuel) és un municipi del País Valencià situat a la comarca de l'Alt Millars, a la província de Castelló.
Hi destaquen l'església de Sant Miquel Arcàngel, l'ermita de Sant Roc (edifici d'interés arquitectònic) i l'Ajuntament (edifici d'interés arquitectònic). Pel que fa a elements d'interés naturals, destaquen diversos tolls (anomenats pozas, en castellà) al llarg del curs del riu Millars, així com diversos miradors i rutes senderistes.

## Geografia

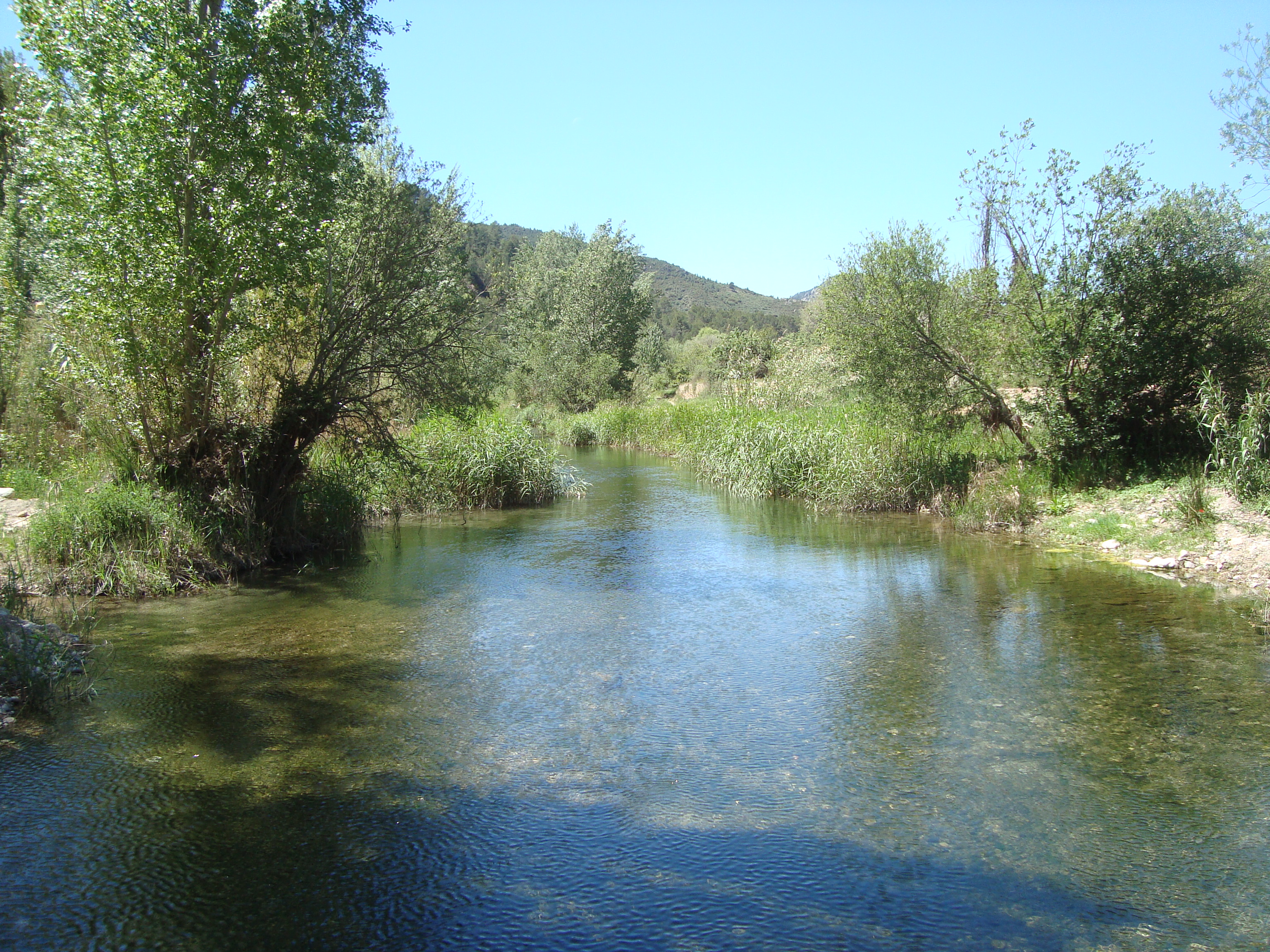
Riu Millars a Arañuel

La localitat està enclavada en el vessant de la muntanya del Campero, a la vora del riu Millars, les aigües del qual abastixen els regadius adjacents a la localitat. El 80% del terme es compon d'alta muntanya, distribuït en les parts altes que arriben a rodejar les cases de localitat. La vegetació predominant és el pi blanc, i en cotes a partir de 800 m es pot trobar pi negre, així com carrasques, avets i diversitat de flora mediterrània. També hi ha bosc de ribera a la vora del riu Millars, i en menor grau –pel seu cabal irregular– en el barranc de Pals, afluent seu. El terme disposa de moltes fonts, com ara les del Senyor, Magreile, la Guerrilla, de la Foia, de la Porquera, de la Petxina, font del Pomer, font Seguer. A la vora de la carretera CV-20 hi ha la font del Senyor (al costat de la carretera de Sucaina) o les piscines naturals del riu Millars.
En el terme municipal d'Aranyel es troben també el nucli de població de l'Artejuela i les masies del Pla. Limita amb les localitats de Cortes d'Arenós, Montanejos, Cirat, Lludient i Zucaina, totes de la comarca de l'Alt Millars. Des de Castelló de la Plana s'accedix a esta localitat a través de la CV-20. El clima predominant és el mediterrani, amb estius calorosos i hiverns freds.

## Història
La població d'Aranyel és d'època musulmana i va estar poblada des de l'any 786 de l'era cristiana, encara que existixen vestigis disseminats d'ocupació humana d'època ibèrica.
Conquistada pel rei Jaume I, la localitat va mantindre la població musulmana i va cedir el senyoriu a la família Vallterra. En el moment de l'expulsió dels moriscs, esta població tenia al voltant de 400 habitants. Amb el temps, va passar a formar part del senyoriu del comte de Vilanova.
El municipi ha anat perdent població de resultes de l'emigració a partir del segle xix fins a l'actualitat.

## Economia
L'economia s'articula a l'entorn de dues àrees ben diferenciades: la primera és l'agricultura, de tipus familiar, centrada en el minifundi. D'una banda l'horta, situada en la contornada del poble, composta per productes hortofruiters, com les pereres, que fins fa ben poc era l'únic fruiter en què se centrava l'agricultura, pomes i albercocs, i les hortalisses. D'altra banda, el secà, amb cultius d'ametlers, oliveres i vinya. Destaca també l'extracció fustera i el turisme rural de tipus familiar.

## Demografia
| 1990 | 1992 | 1994 | 1996 | 1998 | 2000 | 2002 | 2004 | 2005 | 2007 | 2008 | 2015 | 2020 |
| ---- | ---- | ---- | ---- | ---- | ---- | ---- | ---- | ---- | ---- | ---- | ---- | ---- |
| 125  | 196  | 122  | 133  | 142  | 181  | 195  | 191  | 199  | 195  | 210  | 171  | 151  |

## Alcaldia
Des de 1991 l'alcalde d'Aranyel és Justo Palomares Morte del Partit Popular (PP).
| Període                       | Alcalde o alcaldessa            | Partit polític | Data de possessió | Observacions |
| ----------------------------- | ------------------------------- | -------------- | ----------------- | ------------ |
| 1979–1983                     | Salustiano Collado Fornas       | UCD            | 19/04/1979        | --           |
| 1983–1987                     | Salustiano Collado Fornas       | AP-PDP-UL-UV   | 28/05/1983        | --           |
| 1987–1991                     | Antonio José Santágueda Solsona | AP             | 30/06/1987        | --           |
| 1991–1995                     | Justo Palomares Morte           | PP             | 15/06/1991        | --           |
| 1995–1999                     | Justo Palomares Morte           | PP             | 17/06/1995        | --           |
| 1999–2003                     | Justo Palomares Morte           | PP             | 13/06/2003        | --           |
| 2003–2007                     | Justo Palomares Morte           | PP             | 14/06/2003        | --           |
| 2007–2011                     | Justo Palomares Morte           | PP             | 16/06/2007        | --           |
| 2011–2015                     | Justo Palomares Morte           | PP             | 11/06/2011        | --           |
| 2015–2019                     | Justo Palomares Morte           | PP             | 13/06/2015        | --           |
| 2019-2023                     | Justo Palomares Morte           | PP             | 15/06/2019        | --           |
| Des de 2023                   | n/d                             | n/d            | 17/06/2023        | --           |
| Fonts: Generalitat Valenciana |                                 |                |                   |              |

## Monuments

### Monuments religiosos

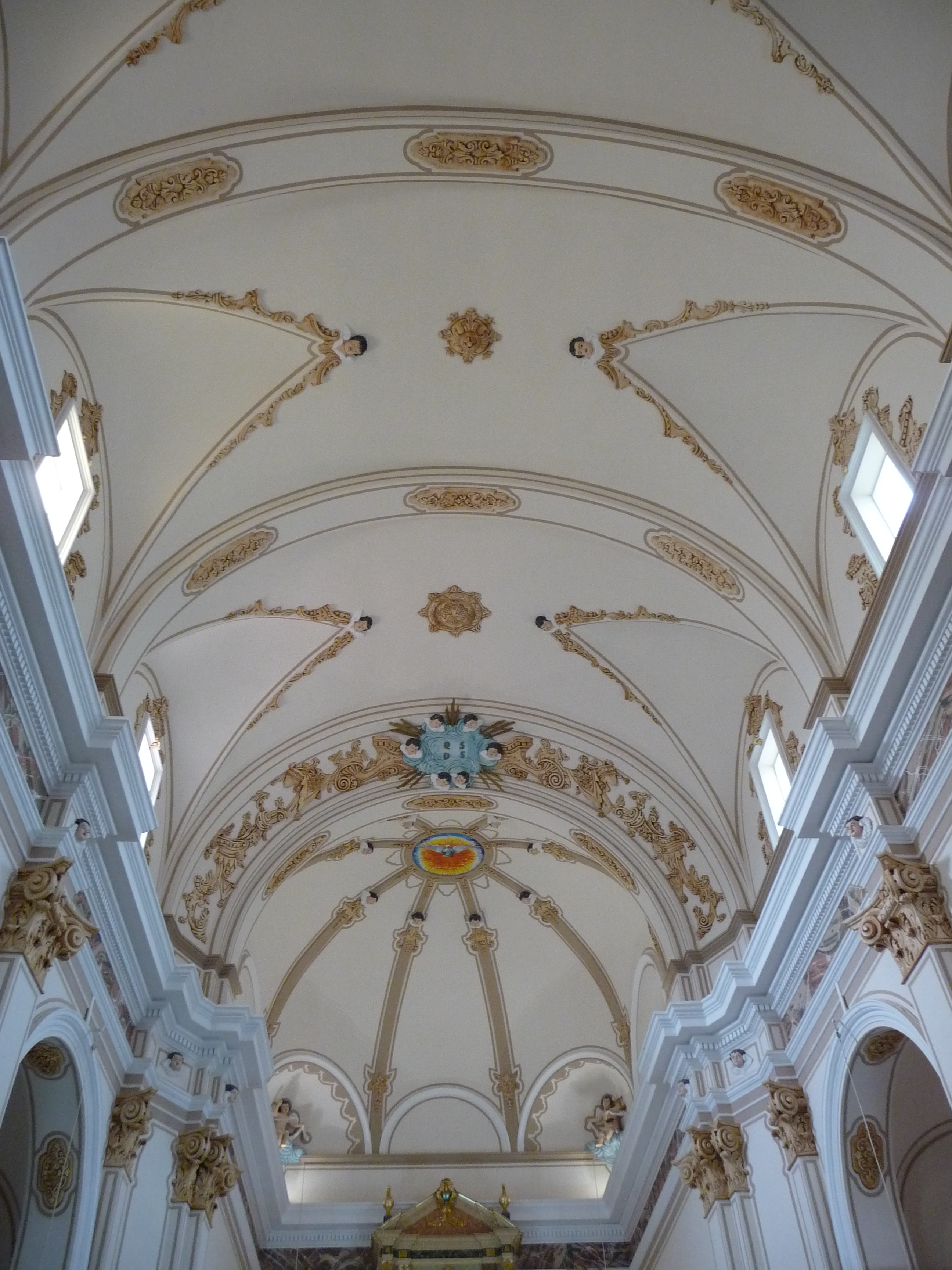
Detall de volta de canó de la nau central

- Església parroquial de Sant Miquel. Està dedicada a sant Miquel Arcàngel.
- Ermita de Sant Roc. Edifici d'interés arquitectònic.
- Capella dels Catalanes. Se troba en Los Catalanes, una masia en ruïnes i abandonada.

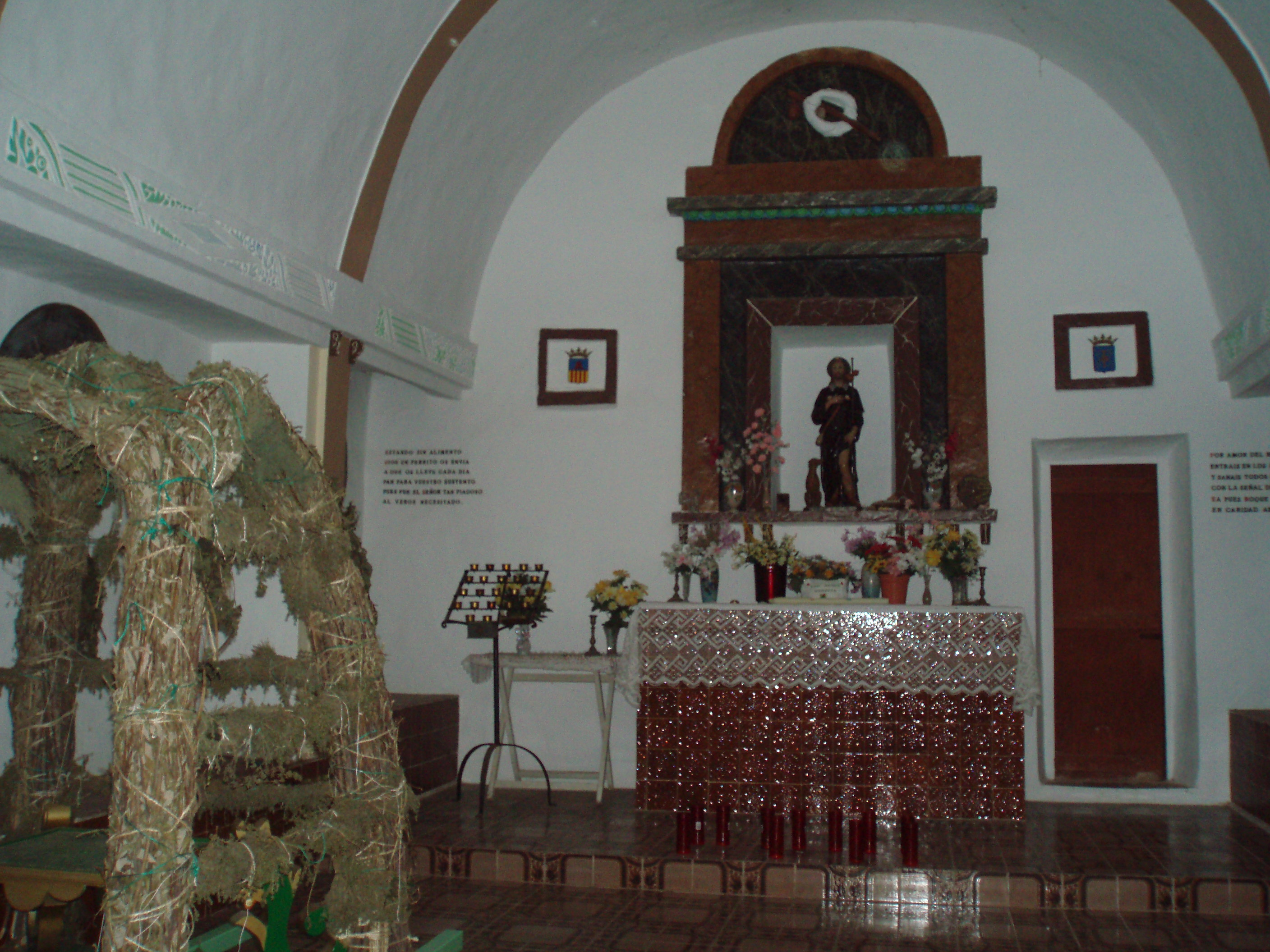
Ermita de Sant Roc

### Monuments civils
- Ajuntament. Edifici d'interès arquitectònic.

## Festes
Aranyel celebra les festes de sant Antoni (al gener, el cap de setmana següent a la festa, amb foguera i benedicció d'animals), la de santa Quitèria Patrona del poble, coincidint amb el cap de setmana de la Penya Taurina (al maig); les festes de la Mare de Déu d'Agost i romeria de sant Roc (15 i 16 d'agost, amb una processó de la Mare de Déu pel poble. La festa en honor de sant Roc consta de dues parts: la baixada a les 12 del migdia en què es dona la benvinguda al poble procedent de l'ermita, i la pujada a l'ermita en romeria en què els participants agafen al final les hortalisses i les herbes aromàtiques que guarnixen els camins del sant. Les festes patronals en honor de sant Miquel Arcàngel se celebren en l'última setmana de setembre. També se celebra la festa de la Puríssima en el pont de la Constitució –6, 7 i 8 de desembre–, amb actes taurins, musicals i la fira d'artesans.

## Gastronomia
De la gastronomia d'Aranyel destaquen: l'olla de poble, a base de cards, les creïlles, els cigrons remullats, les bledes i la botifarra; el guisat de carn de bou, realitzat amb la carn del bou de les festes; les farinetes amb farina de dacsa i aigua com a base, a les quals s'afig després trossets de porc fregits, com la cansalada, el fetge, el magre.
De la rebosteria sobreïx la coca "caritat", que es repartix en el dia de sant Antoni i els bunyols i figues albardades, típics de la nit de Nadal.